# Ergatettix serrifemora
Ergatettix serrifemora är en insektsart som beskrevs av Deng, W.-a., Z. Zheng och S.-z. Wei 2008. Ergatettix serrifemora ingår i släktet Ergatettix och familjen torngräshoppor. Inga underarter finns listade i Catalogue of Life.